# Nhược thị
Nhược thị, còn được gọi là mắt lười, là một rối loạn thị giác do mắt và não không hoạt động tốt với nhau. Bệnh dẫn đến giảm thị lực trong mắt mà thường có vẻ ngoài bình thường. Đây là nguyên nhân phổ biến nhất gây giảm thị lực ở một mắt ở trẻ em và người lớn tuổi.
Nguyên nhân gây nhược thị có thể là bất kỳ tình trạng nào cản trở việc tập trung trong thời thơ ấu. Điều này có thể xảy ra do sự liên kết của mắt kém, một mắt có hình dạng bất thường khiến việc lấy nét rất khó khăn, một mắt bị cận thị hoặc viễn thị nhiều hơn mắt kia hoặc bị che khuất ống kính của mắt. Sau khi nguyên nhân cơ bản được khắc phục, thị lực không được phục hồi ngay lập tức, vì cơ chế cũng liên quan đến não. Chứng giảm thị lực có thể khó phát hiện, vì vậy, kiểm tra thị lực được khuyến nghị cho tất cả trẻ em trong độ tuổi từ bốn đến năm tuổi.
Phát hiện sớm bệnh này giúp cải thiện thành công điều trị. Kính mắt có thể là tất cả các điều trị cần thiết cho một số trẻ em. Nếu việc này là không đủ, phương pháp điều trị buộc trẻ phải sử dụng mắt yếu hơn sẽ được sử dụng. Điều này được thực hiện bằng cách sử dụng một miếng vá mắt hoặc nhỏ atropine vào mắt mạnh hơn. Nếu không điều trị, nhược thị thường vẫn tiếp tục tồn tại. Điều trị ở tuổi trưởng thành có thể không hiệu quả.
Chứng nhược thị bắt đầu từ năm tuổi. Ở người lớn, rối loạn này được ước tính ảnh hưởng đến 1-5% dân số. Mặc dù điều trị giúp cải thiện thị lực, nhưng nó thường không khôi phục lại bình thường ở mắt bị ảnh hưởng. Nhược thị được mô tả lần đầu tiên vào những năm 1600. Tình trạng này có thể khiến những người không đủ điều kiện trở thành phi công hoặc cảnh sát. Từ amblyopia chỉ bệnh này là từ tiếng Hy Lạp ἀμβλύς amblys có nghĩa là "cùn" và ὤψ ōps có nghĩa là "thị giác".